# 小榄菊花会
小榄菊花会是中国广东省中山市小榄镇特有的民间传统花会，乡民在菊花会举办期间展示各式菊花，文人在菊花会上把酒吟诗、赏菊画菊，期间还有菊花戏上演。小榄一直享有“菊城”的美称，早在南宋，便有小榄人开始种菊，明朝已有不少人善于作盆栽的菊艺。1736年，小榄的一些文人举行了比试各家菊艺的“菊试”，这成了菊花会最早的雏形。1782年，小榄举行了首次的菊花会。现在每隔60年，逢中国传统干支纪年的甲戌年都将举行一次盛大的菊花大会，大会期间会每年或数年举行一些小型的菊花会。1994年的菊花会是离现在最近的一次菊花大会，吸引了800万游客前来参观。2006年，小榄的菊花会被列入中国首批国家级非物质文化遗产名录。

## 历史传说
相传在南宋咸淳年间，失势的皇贵妃胡妃（另一说为苏妃）逃出皇宫，隐居在广州府的南雄珠玑巷。后来消息走漏，咸淳九年（1273年），当时的皇帝宋度宗为追究此案，扬言要屠村灭口，于是发生南雄珠玑巷居民避祸南迁之役。咸淳十年甲戌（1274年）珠玑巷有部份难民逃至珠江支流西江江畔的顺德县，以打鱼为生。相传当时有一“通天桥”，连接顺德与香山县小榄。渔民都到对岸的“大榄”和“小榄”两个丘陵上休憩、晒网。时值秋高气爽，月白风清，渔民见这里土地肥沃，气候温和，黄菊遍野，溢香流金，景物宜人，认为是上天赐予的福地，于是在这片黄花盛开的地方开村垦荒，建立家园，逐渐繁衍。从此，小榄人便与菊与花结下不解之缘。因为这段历史，菊花在小榄成为一种图腾，一种象征。

## 小榄菊花文化的酝酿
自宋被元所灭之后，战乱频繁。及元至明代，民困稍苏。小榄的名门望族者，应试科举，踏上仕宦官途。荣归故里者，多建府第辟园囿，以养花艺菊为乐。到了明代，小榄艺菊之风已盛，菊花的栽培已很普遍。据当时在南京城朝廷任礼户两部尚书的小榄人李孙宸所撰之《两榄风景地势图说》文，已有“五松六路三丫水，洞梅花十二桥，岁岁菊花看不尽，诗坛酌酒赏花村”的赞美之句，足以说明那时的小榄人已好艺菊，每年菊花盛放之时，聚集三五知已，酌酒赏花，籍此遣兴已成习惯。
至清军入关，烽火又复四起，小榄亦难逃厄运，民不聊生。清康熙年间，社会逐渐稳定，小榄民间的菊艺水平有了进一步提高，在栽培上对菊花的整形摘心，养护管理等有了一套系统经验。此时已开始从上海、江南等地引入新种，使品种花色增多，乡中一些绅商官吏之家，闲情逸志之士，则效法陶潜寄怀东篱，艺菊之风业更盛于昔。此时，小榄已得称“小柴桑”之美誉。

## 菊花会前身
清朝乾隆元年丙辰（1736年）榄乡有一赛菊之举。是年霜降以后，乡内李姓和何姓祠堂前盖搭花棚，置菊场，列名花，各姓氏中的文人雅士为菊花取名吟诗作对，品评吟咏，推魁首，别等第，按序颁奖。评菊以“三不”为标准，即不脱裙（叶）、不交枝、不跪脚。立菊技艺已为运用，以“三丫六顶”为式，品种则以“一捧雪”为极。试毕则分别次第奖给纱、缎巾、扇等物品。此即所谓的“菊试”（据清道光年间《香山县志》载，菊试就是在菊花“盛开时，集乡人所植名种，设赏格，评高下”）。品菊试期间，还请戏班在花场内的戏棚演戏，非常热闹。
乾隆五年（1740年）后，“一捧雪”几濒失传，而菊试亦不复举行，继而以各姓氏宗族为主，与庙宇、坊社结成各“菊社”。去评试之习，步前贤“以文会友”之遗风，每过重阳，移佳菊于社所，“联二三知己，倾樽篱下，索句花前”（见《香山县志》）。关于菊社，清代小榄人何大佐（字章民，号力斋，为明末名宦何吾驺之孙）在《榄屑》一书中有这样的记述：“菊社者，不先期而檄，不分币以酬，与菊试不同，惟集裁菊同志友，将所有之佳妨，移至社所，星罗棋布，炉香屏画，晨夕相对，或饮酒赋诗，或按乐度匀曲，其兴转剧，夜则灯烛辉煌，至晓方灭，观者忘倦，远客骚人逸士，每至菊节，常拿舟而至，题咏甚多。散社后，有索花为赠者，满船载而去。”之后会无常期，或十载或二十载举行而不定。
乾隆四十七年壬寅（1782年），各姓菊社联合首办十年一届的“黄华会”，将原日之菊社变作菊会参展之小团体，据《香山县志》，是届乃小榄菊花会之“初会”。当时榄乡各姓俱有摆设，各姓菊场不仅搭架摆菊，而且广搭花台、花楼、花桥，还演戏助兴，仅演戏就有十余台。夜间则张灯结彩，通宵达旦，参观者甚众。当时的香山县令彭竹林曾为小榄菊会给予“榄市花期韵欲仙”赞誉。
清乾隆五十六年（1791年）再会，第二届“黄华会”规模比初会更大。

## 甲戌菊花大会

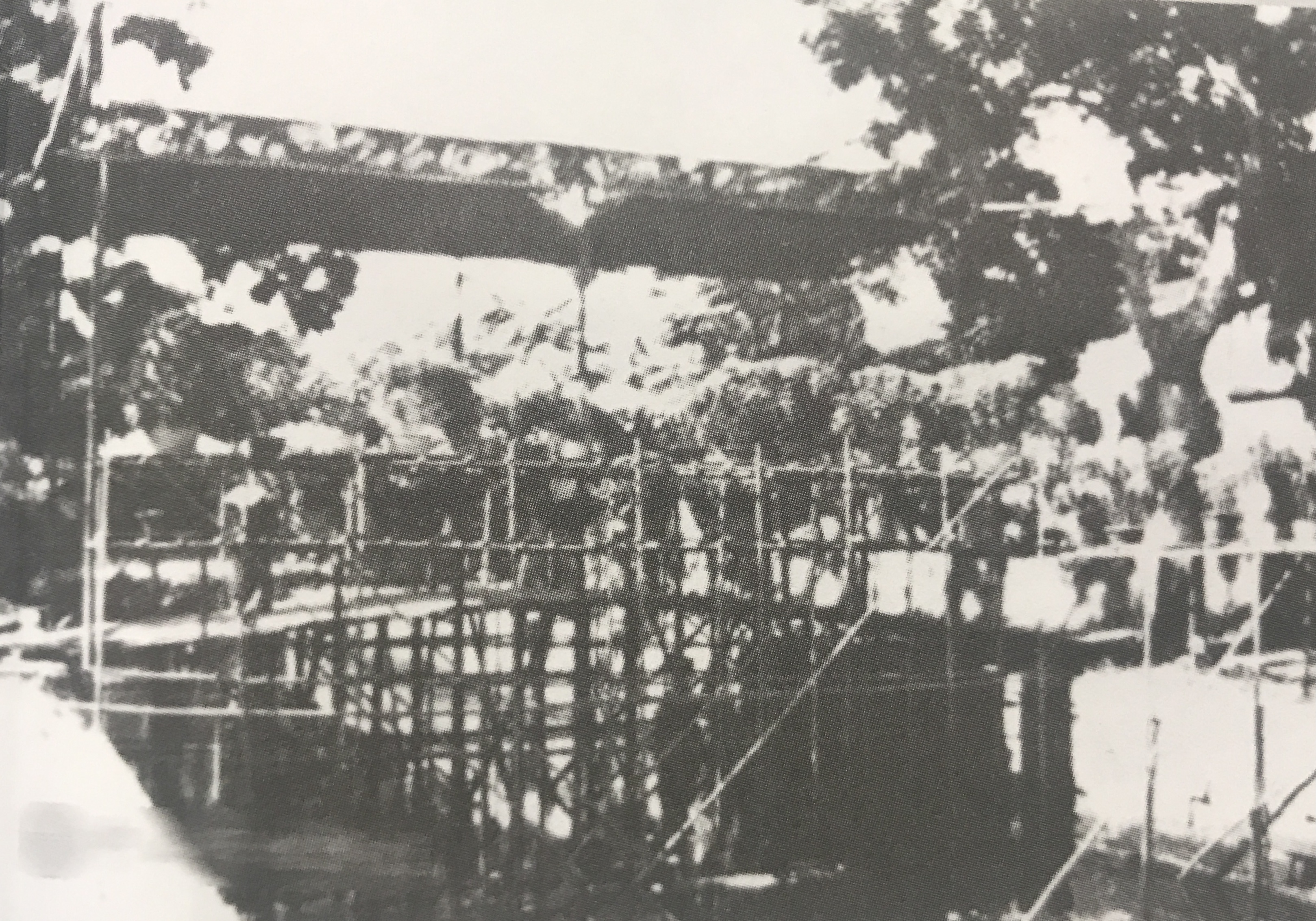
第三届小榄甲戌菊花大会

清嘉庆十八年癸酉（1813年），是年黄华会之会众，以祖辈自南雄珠玑巷来小榄时为甲戌之年，而明年正值甲戌，倡以黄华会扩大活动，集十姓菊社在全乡举行。
因而嘉庆十九年甲戌（1814年）为纪念开村而举办首届菊花大会，并定以后逢甲戌年为小榄菊花大会之期，即距一甲子（六十年）为一届。这便是流传至今的小榄“甲戌菊花大会”。是届，大小二榄，菊社花市，星罗棋布，三千花圃，十二琼楼，舟楫穿梭，人流簇金。据当年《菊经答记》记载：“自榄之东评海面，一路漂回至海洲，锦帆画桨；络绎不绝，客试推蓬露顶一观，绝十二琼楼，宛人天外，而乘航至者，真似海岛浮山来赴餐英会也。”《香山县志》亦云：“四方来观一次，虽农夫收竖，从芳酸中行亦旋改其面目。”所列者佳菊72名种。
清同治十三年甲戌（1874年），人们依例举行第二届小榄菊甲戌花大会。当年菊会，由何、李、麦三大宗族联合组成，规模比上届更大。适值同治皇帝崩，借口国丧，禁止鼓乐，无梨园助兴。为增加热闹气氛，大会于九九重阳，集各地文人雅士，举办大型“斗菊筵”，开筵征诗，以壮其盛。
民国二十三年（1934年），亦按六十年一届举办第三届小榄甲戌菊花大会。当时，正值日本侵华，东北沦陷，国难当前，且农村不景，经济萧条，曾拟停办。但乡人多认为盛会难逢，仍群策群力，最后如期举行。此次，在全镇分东西南北中五区同时展出，花街柳巷，群卉纷陈。各氏族以及各坊、庙、社等共有花棚廿四、花楼花街各十二、景棚花桥各八处、花塔六座、菊艺场九、戏棚十一；还专门开辟了一个省港小榄同乡会游艺场、老人健康比赛、征诗征联、农业展览、日夜“水色”、“鱼灯”游行等。远近而来参观者达百万众，无不交口赞赏。因而有“人生能阅历两届，诚属难能可贵”之说。

## 中华人民共和国成立后之菊会
中华人民共和国成立后，人们认为菊花会要六十年一届实在为时太久，于是改为十年一届。1959年，为庆祝建国十周年之建成，小榄举办共和国成立后首届菊会。一些报刊连日大篇幅报道了菊会盛况，誉小榄为“菊城”，自此“菊城”之称就广为流传。
共和国后第二届菊花会因十年动乱未能于1969年如期举行，后改于1973年举行。此届规模较少，少有传统名菊参展。但小榄人发挥创新精神，大立菊之基础上，首创各种造型菊艺，以立体与浮塑砌作艺术形式，塑造出飞禽走兽及虫鱼、人物造型数十款。在当时的时代背景下当然少不了政治插曲。菊砌精品“天女散花”，遭极左思潮者诬为“复旧”，横加斥责。幸在展出前夕，经当时省长陈郁看后，热情支持，始如期展出。此次花展，据入场统计，突破一百万人次，创往届最高纪录。
1979年举办之菊会，花场跨大小二榄，仿拟传统景色五十处。当时有中央级、省级以及香港的传媒到小榄采访播导此次盛会。小榄人热情接待海外人士，乃“黄华传友谊，盛会叙乡情”，乘着改革之风的菊花会，为小榄在新时期腾飞揭开序幕。
1989年，镇上正处在城镇建设高潮中，菊会未作扩大活动，只按往常一年之“秋菊欣赏”形式展出，亦有一些创新内容。

## 第四届甲戌菊花大会
1994年11月17日至12月5日，正是小榄传统的第四届甲戌菊花盛会之期，为承先启后，顺应民意，1992年2月小榄第九届人民代表大会第二次会议作出了决议，决定以三年时间筹备，把1994年第四届菊花大会办成以菊花为主题的大型文化艺术节。
此次盛会，分三个展区、四个展场、五条马路、景点 198个，总面积达10平方公里，展出各种菊花82万多盆，菊花品种1568个。在展出的704盆大立菊中，单株着花1027朵（18圈）以上的有113盆。而其中两盆大立菊王分别是43圈的“白牡丹”（品种名），单株着花5677朵和42圈的“绿衣红裳”（品种名）单株花5419朵，均刷新了基尼斯世界大立菊单株着花数的最高记录。（目前基尼斯官网的纪录是2011年11月4日的4351朵）除大立菊技术外，值得一提的还有造型菊嫁接技艺与菊花吊扎技艺。本届菊会之嫁接菊有分层塔形“高接菊”，以一株嫁接多个品种，每品种一层，成塔状，一般为8－10层。有老茎苍劲的嫁接盆景菊（桩菊）。此外，有四盆半球型嫁接菊，每盆单株嫁接60个菊花品种，并以大立菊扎形方式成五圈，花91朵，60个品种喻意小榄菊花大会60年一届。一株菊花嫁接60个品种而开放一致，可堪称菊艺中之珍品。本届菊会展出的菊花吊扎造型，既有传统的平面文字，图案表扎及菊壁（斜面模纹壁），亦有集电动、灯光、声响于菊艺的立体艺术景组，既有精致的人物、龙、凤等扎作，亦有粗犷的色映菊砌组合。整个菊会，共展出菊扎、菊砌题材造型景点134组。
此次盛会吸引了国内和来自23个国家、地区的游客600多万人次。